# Kappl (Tyrolsko)
Kappl je obec v Rakousku ve spolkové zemi Tyrolsko v okrese Landeck. K prvnímu lednu 2011 zde žilo 2 629 obyvatel.

## Poloha
Kappl se nachází v údolí Paznaun v nadmořské výšce 1258 m mezi dvěma pásy horských hřbetů Samnaungruppe a Verwallgruppe.

## Historie
Vědci předpokládají vznik prvního osídlení v údolí Paznaun v 9. století. Osada měla být založena Retoromány z Engadiny v místě dnešního Ischglu. Ve 13. století území okresu Ladeck, do kterého náležela Paznaun (dnešní obec Kappl), patřilo pod vládu hrabat z Ultenu a po vymření tohoto rodu přešla obec pod vládu hrabat z Tirol. První písemné zmínky pochází z roku 1252 a další zmínka o oblasti je v kronice z roku 1730.
Na území dnešní obce Kappl proběhlo mnoho válek a bitev. V letech 1406–1408 byli pod okupací obyvatel z Appenzell Innerrhoden a v období napoleonských válek střelci z Kapplu byli vázáni bojovou připravenosti.
Až do 16. století Kappl fungoval pod názvem Zehent Paznaun, později díky kapli svatého Antonína byl přejmenován. V období protireformace v mnoha malých obcích, které patřily pod správu obce, byly stavěny kapličky, aby obyvatelé v jejich okolí mohli konat náboženské obřady. Oblast farnosti Langesthei byla pod dohledem farnosti Kappl až do 17. století. Důvodem pro následné odpojení byla obtížnost dostat se do Kapplu. V roce 1698 byl postaven první kostel. Na konci 18. století vznikly v důsledku zavedení povinné školní docházky také školy v Kapplu a Langesthei.
V období první světové války padlo 66 mužů. V roce 1938 bylo Rakousko anektováno fašistickým Německem. V období druhé světové války padlo 82 mužů z Kapplu. Koncem dubna 1945 údolím ustupovala německá vojska a dne 6. května 1945 vstoupily do obce americká jednotky, které byla vystřídány francouzskými jednotkami.
Ve dnech 23.–26. srpna 2005 byla v Paznau velká povodeň, která odřízla údolí od zbytku Tyrolska. Kappl byl povodní nejvíce poškozen a také byl změněn charakter města.

## Hospodářství
V roce 1570 bylo v Kapplu kolem 550 osob, které měly svaté přijímání a základní vzdělání. Ostatní obyvatelé neuměli číst ani psát. Navíc 500 až 700 osob mělo problém s jídlem a udržením se při životě.

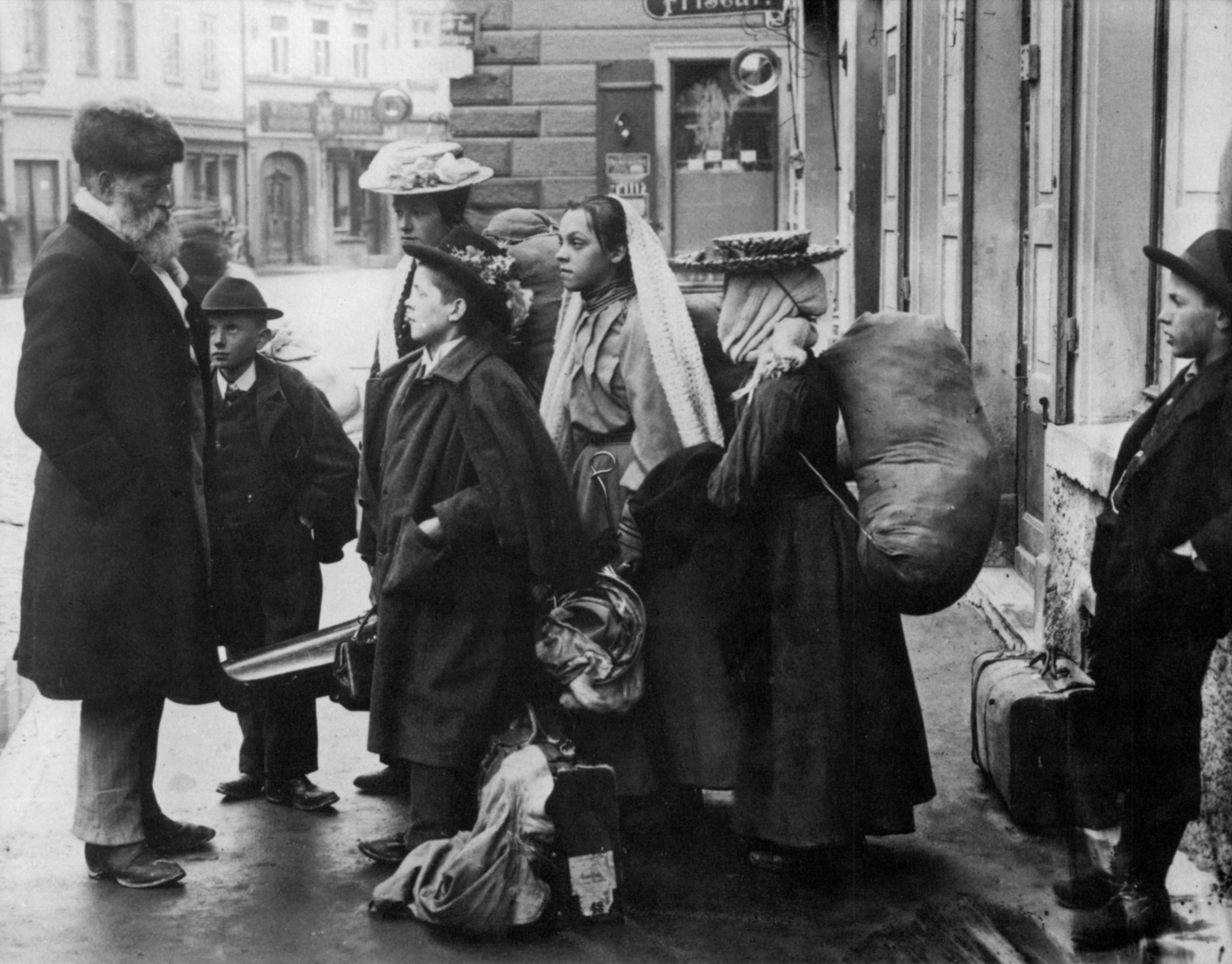
Děti v kloboucích, kolem roku 1900

Vzhledem k rostoucímu počtu obyvatel v 17. století byli obyvatelé nuceni hledat práci mimo Kappl a odcházeli jako zedníci, kameníci, stolaři nebo stavební dělníci do jižního Německa, Lucemburska a také do Francie a Švýcarska. Na jih se vydávaly hledat práci u rolníků také děti aby přes léto v cizích domácnostech vydělaly peníze pro udržení sebe a svých rodin. Pod názvem Schwabenkinder (švábské děti) nebo Hütekinder (děti v kloboucích, podle charakteristických pokrývek hlavy, které nosily) putovaly za prací od počátku 17. století, nejvíce jich bylo v 19. století. Putování dětí za prací přerušilo vypuknutí první světové války, ale částečně pokračovalo ve 20. století v meziválečném období. Po druhé světové válce problém putování za prací jak dětí tak i dospělých pominul. Ve všech odvětvích hospodářství, zvláště v turistickém ruchu a stavebnictví nastalo velké oživení.

## Památky

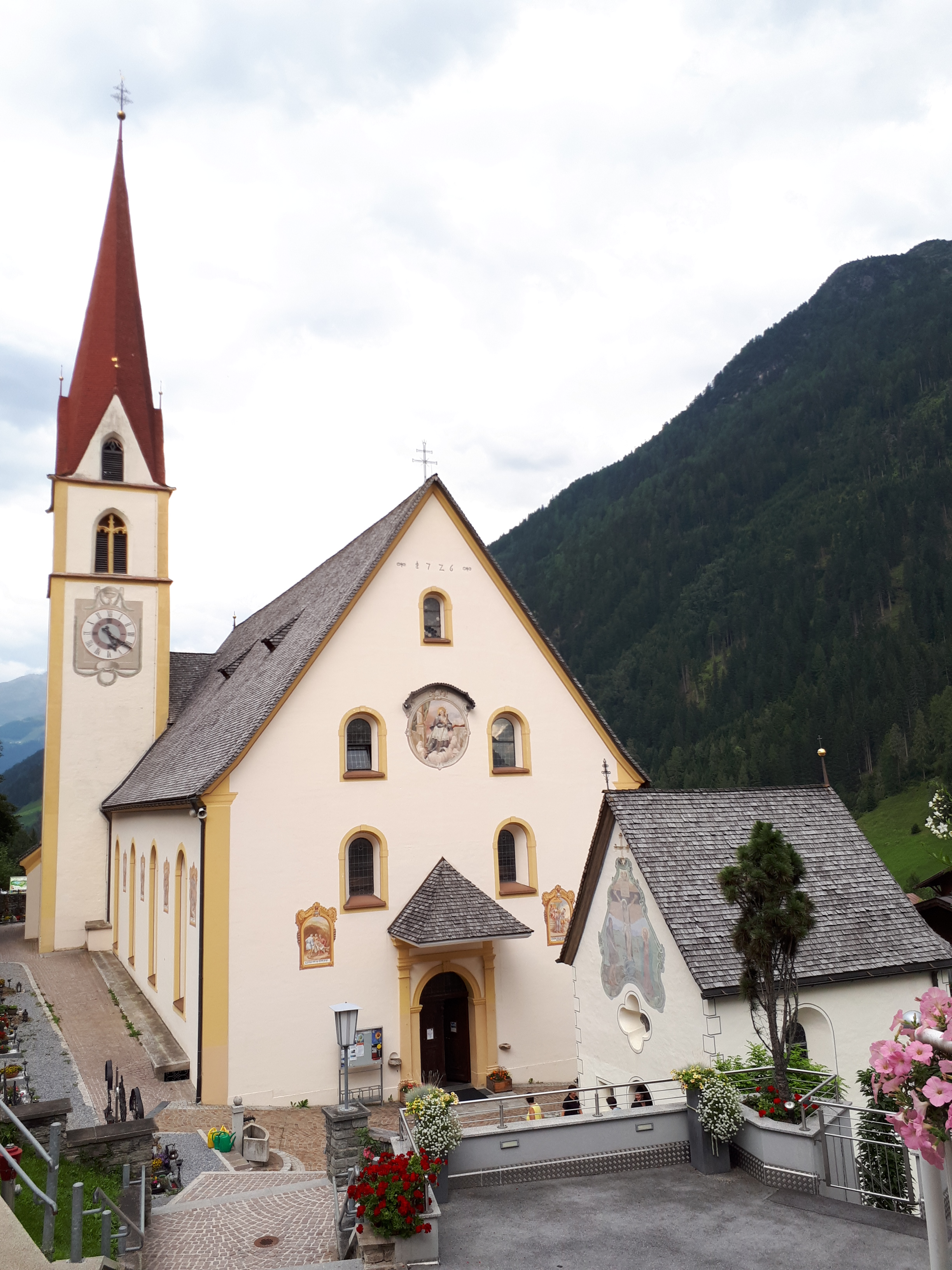
Kostel svatého Anronína

Koncem 14. století byla v obci postavena kaple svatého Antonína. Se vznikem kaple je spojena etymologie názvu obce na Kappl (z bei der Kapelle, to je: u kaple). V letech 1480–1482 byl postaven kostel, nejprve bylo postaveno kněžiště a věž kostela, následně hlavní loď. Do roku 1692 byl kostel několikrát přestavěn.
Do obce Kappl byla připojena Lagenesthei, ve které stojí barokní kostel svatého Hieronýma. Je vyzdoben malbou na stropech a bohatou ornamentální výzdobou, která pochází od rakouského klasicistního malíře Leopolda Puellachera (1776–1842).